# Rosicleide Andrade
Rosicleide Silva de Andrade (Natal, 26 de julho de 1997) é uma paratleta brasileira de judô, que conquistou a medalha de ouro nos Jogos Parapan-Americanos de 2023 e a medalha de bronze nos Jogos Paralímpicos de 2024.

## Carreira
Rosicleide nasceu em Natal no dia 26 de julho de 1997 com retinopatia devido à prematuridade. Aos sete anos, iniciou aulas de balé, mas em uma entrevista, revelou que a rotina diária não a agradava, o que a motivou a começar a praticar golbol e, mais tarde, caratê. Embora mantenha uma afeição pelo caratê, ela deixou o esporte devido à dificuldade de adaptá-lo para pessoas com deficiência visual. Em 2014, começou a praticar judô. Ingressou na seleção adulta de judô em 2022, ano em que participou do Campeonato Pan-americano no Canadá e do Campeonato Mundial em Bacu, conquistando, respectivamente, uma medalha de ouro e uma de prata. Em novembro de 2023, conquistou a medalha de ouro na categoria até 48 kg nos Jogos Parapan-Americanos, declarando que havia "cumprido a missão".
No dia 5 de setembro de 2024, Rosicleide participou pela primeira vez dos Jogos Paralímpicos, conquistando a medalha de bronze. Na ocasião, ela era a líder do ranking mundial na categoria até 48 kg da classe J1, para cegos totais ou com percepção de luz. Estreou vencendo a mongol Suvd-Edene Togtokhbayar, mas foi derrotada na semifinal pela ucraniana Nataliya Nikolaychyk. Recuperou-se ao vencer a argentina Rocio Ledesma na disputa pelo terceiro lugar. Rosicleide expressou sua felicidade pela medalha de bronze e destacou a importância de seu primeiro ciclo paralímpico.

## Palmarès
Jogos Paralímpicos
| Ano  | Local | Evento       | Posição | Ref.  |
| ---- | ----- | ------------ | ------- | ----- |
| 2024 | Paris | até 48 kg J1 | 3.ª     | [ 9 ] |

Jogos Parapan-Americanos
| Ano  | Local    | Evento          | Posição | Ref.   |
| ---- | -------- | --------------- | ------- | ------ |
| 2023 | Santiago | até 48 kg J1 J2 | 1.ª     | [ 10 ] |

Campeonato Mundial Paralímpico
| Ano  | Local | Evento       | Posição | Ref.  |
| ---- | ----- | ------------ | ------- | ----- |
| 2022 | Bacu  | até 48 kg J1 | 2.ª     | [ 1 ] |